# Bobrovskij rajon
Il Bobrovskij rajon (in russo Бобровский район?) è un rajon dell'Oblast' di Voronež, in Russia; il capoluogo è Bobrov. Istituito il 30 luglio 1928, ricopre una superficie di 2.270 km².